# Ольденбургский, Константин Петрович
Принц Константин Петрович Ольденбургский (нем. Konstantin Friedrich Peter; Константин Фридрих Петер) (24 апреля [9 мая] 1850, Санкт-Петербург — 5 [18] марта 1906, Ницца) — Его Высочество, генерал-лейтенант (06.12.1900).

## Биография
Принц Константин-Фридрих-Петер (Константин Петрович) родился 24 апреля (9 мая) 1850 года и был седьмым ребёнком и четвёртым сыном принца Петра Георгиевича Ольденбургского и принцессы Терезии Нассауской. Внук великой княгини Екатерины Павловны. При рождении крещён в евангелическую веру (в отличие от православных герцогов Лейхтенбергских), но при дворе именовался по имени и отчеству.
Получил домашнее образование, затем прослушал курс лекций в Императорском училище правоведения.
С рождения зачислен прапорщиком гвардии в лейб-гвардии Семёновский полк (до 1869). С 21 мая 1869 года по 5 марта 1906 года числился в лейб-гвардии Преображенском полку.
Участвовал в русско-турецкой войне 1877—1878 годов.
В 1881—1887 годах командовал 1-м Хопёрским конным полком Кубанского казачьего войска.
Константин Ольденбургский, как и его брат Александр, долгое время проживал на Кавказе. При его участии получило развитие курортное дело и виноградарство, в частности, по инициативе Константина Петровича в Кутаиси возникло производство шампанских вин.
Константин Петрович был музыкально одарённым человеком, участвовал в кружке «Общества любителей духовой музыки», основанном в 1872 году при участии цесаревича Александра Александровича.
Скончался Константин Петрович от воспаления почек 5 (18) марта 1906 года в Ницце. Тело было перевезено в Россию и погребено 11 марта 1906 года в Троицко-Сергеевой пустыни под Санкт-Петербургом.

## Награды
- Орден Святого Владимира 4-й степени с мечами и бантом (1877)[2]
- Орден Святого Станислава 2-й степени с мечами (1865)[2]
- Золотое оружие «За храбрость» (1878)[2]
- Орден Святой Анны 2-й степени (1884)[2]

Иностранные:
- ольденбургский Орден Заслуг герцога Петра-Фридриха-Людвига 1 ст. (1850)[2]
- мекленбургский Орден Вендской короны 1 ст. (1850)[2]
- нидерландский Орден Золотого льва Нассау (1872)[2]
- румынский железный Крест «За переход через Дунай» (1879)[2]
- румынский Орден военных заслуг (1879)[2]
- болгарский Орден «Святой Александр» 1-й ст. (1883)[2]

## Брак и дети

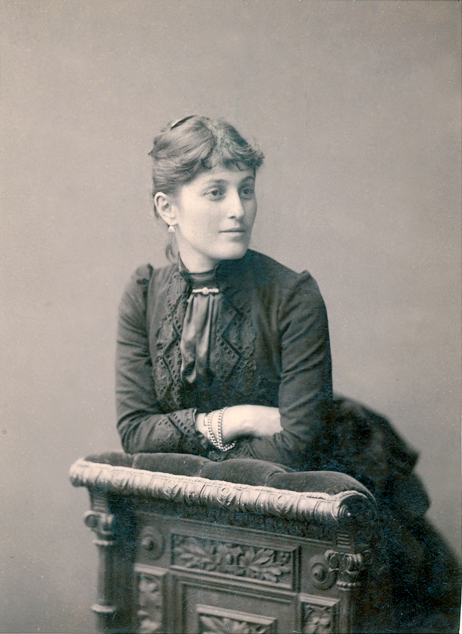
графиня А. К. Царнекау, урождённая княжна Джапаридзе

8 (21) октября 1882 года в Кутаиси Константин Петрович женился морганатическим браком на грузинской княгине Агриппине Константиновне Дадиани, урождённой княжне Джапаридзе (1855—1927). 20 октября 1882 года от герцога Ольденбургского получила для себя и своего потомства титул графов Царнекау (при русском дворе использовался вариант — Зарнекау). В браке родилось 6 детей:
1. Александра (1883—1957), с 1900 по 1908 годы супруга Георгия Александровича Юрьевского (1872—1913; морганатического сына Александра II), с 1908 года — Льва Васильевича Нарышкина.
2. Екатерина (1884—1963) — с 1907 года супруга Ивана Плёна (1874—1953), разведены.
3. Николай (1885—1976) — с 1917 по 1930 годы женат на Марианне фон Пистолькорс (1890—1976) — дочери от первого брака Ольги Валериановны Палей, с 1935 года — на Адрианне Харистей (Haristay) (1889—1985). Потомства не оставил.
4. Алексей (1887—1918) — убит большевиками. Не женат, потомства не оставил.
5. Пётр (1889—1961) — с 1914 года женат на Тамаре Прокопьевне Шервашидзе (1896—1931), дочери князя П. Л. Шервашидзе, с 1934 года — на Александре Фёдоровне Анненковой (1905—1985). Двое детей от первого брака:
  1. Константин (1916—1977)
  2. Нина (род. 1919)
6. Нина (1892—1922) — не замужем, потомства не оставила.